# 合什镇
合什镇，是中华人民共和国四川省宜宾市叙州区下辖的一个乡镇级行政单位。

## 行政区划
合什镇下辖以下地区：
合什社区、合江村、清水村、征远村、双河村、川水村、塘坎村、柏树村、万元村、高咀村、天祥社区村、保宁社区村、万家村、怡村、楼房村、锦江村、祝殿村、黄龙村、灵家村、万里村、皂角村、高屋村和七里村。

## 特产
合什手工面：中国地理标志产品。